# Проспект Тракторостроителей (Чебоксары)
Проспе́кт Тракторострои́телей (чув. Трактор тăвакансен проспекчĕ) — один из крупнейших проспектов города Чебоксары — столицы Чувашской Республики. Расположен в Калининском районе города, в восточной части Новоюжного микрорайона.
Вместе с проспектом 9-й Пятилетки составляет основную магистраль микрорайона, направленную с запада на восток. Благодаря ей жилые массивы Новоюжного микрорайона связаны с территорией завода промышленных тракторов, Канашским и Новочебоксарским трактами.

## Происхождение названия
Проспект получил своё название 28 июня 1978 года в честь строителей тракторного завода (ЧЗПТ). Ранее являлся частью проспекта 9-й Пятилетки.

## Достопримечательности
Нумерация домов на проспекте начинается с запада, от крупного городского универмага «Шупашкар» (дом № 1/34). Универмаг был открыт 9 августа 1986 года и представляет собой один из крупнейших и современных магазинов в городе. Рядом расположены места для отдыха: ночной клуб, кафе, ресторан «Вкусно и точка». Универмаг «Шупашкар» — крупнейший торговый центр в Новоюжном микрорайоне. Его общая площадь составляет 10600 м² (в том числе торговая 6400 м²).
На другой стороне проспекта, напротив универмага «Шупашкар», располагается другое крупное сооружение — «Дворец культуры тракторостроителей» (дом № 2/36). Дворец был открыт 29 декабря 1993 года. Это учреждение является одним из самых современных и посещаемых учреждений культуры Чувашии. Дворец используется для проведения межрегиональных фестивалей, всероссийских конкурсов, смотров, концертов профессионального и самодеятельного творчества. Одной из приоритетных задач Дворца культуры является сохранение и развитие народных культурных традиций.
За дворцом культуры в 2019 году закончено строительств нового кадетского корпуса, рядом расположен парк и «Поющие фонтаны», расположенные прямо под ногами. Пройтись и намокнуть (любимое занятие детей в летнее время) может любой желающий. Дополнительно фонтаны оборудованы разноцветной подсветкой
Далее по проспекту, за рощей «Шупашкар», находится одно из важнейших религиозных сооружений города, памятник истории и культуры — Церковь Новомучеников и Исповедников Российских (дом № 4). Церковь является первым храмом в Чувашии, который был заложен после революционных потрясений в честь Новомучеников Российских — тех, кто пострадал за веру. Первые кирпичи в основание храма были заложены 24 июня 1996 года, а его открытие и освящение состоялось 7 июля 2001 года. Освящение совершил Святейший Патриарх Московский и всея Руси Алексий II. В тот же день состоялся крестный ход с частицей мощей мучеников вокруг храма и первая Божественная литургия. 31 декабря 2005 года была установлена звонница с куполом, а в 2010 году отстроено и освящено новое здание Воскресной школы рядом с храмом.
24 октября 2001 года скончался протоиерей Григорий Медведев — строитель и настоятель церкви, который был похоронен за алтарем храма. На месте его захоронения установлен памятник.
С Храмом граничит территория гостиницы «Веда», на которой в 80-х годах XX века располагался санаторий-профилакторий Чебоксарского завода промышленных тракторов на 200 мест.
На перекрёстке с улицей 324-й стрелковой дивизии, по соседству с храмом и городской больницей № 3, располагается современное здание — Чебоксарский филиал МНТК «Микрохирургия глаза» имени академика С. Н. Федорова (дом № 10). Данное заведение является одним из ведущих российских центров по оказанию высокотехнологичной офтальмохирургической помощи при самых различных глазных болезнях и состояниях. Первенец всемирно известного академика Святослава Николаевича Фёдорова, филиал в Чебоксарах является лидером среди 11 филиалов МНТК «Микрохирургия глаза» по привлечению пациентов со всех уголков России и многих зарубежных стран. В общей сложности здесь ежегодно проводится 15—20 тысяч операций.
Рядом со стенами МНТК в июне 2001 года был открыт первый в России памятник великому врачу-хирургу, офтальмологу, академику С. Н. Фёдорову.
На перекрёстке с улицей Баумана, в зоне плотной жилой застройки, в 2009 году был открыт новый торговый центр «Диапазон» (дом № 36 корп. 1). Центр состоит из 3-х этажей с собственной 2-уровневой парковкой. В центре представлены крупные сетевые магазины: «Перекрёсток», «Магнит», «Армада», отделы компаний: «Интерьер», «Строительный мир», «Мона Лиза», «Туфляндия», «Schuko», «Аптеки Поволжья», «Евросеть», авто суши «Яху», офис продаж «МТС» и другие.
На круговом перекрёстке с Монтажным проездом, недалеко от проходной ЧЗПТ, поставлен на пьедестал трактор Т-330 в память о первом серийном тракторе, выпускаемом Чебоксарским заводом с 1975 года, прототипе современного семейства «ЧЕТРА».
Сам Чебоксарский завод промышленных тракторов, расположенный в конце проспекта (дом № 101), является крупным производственным предприятием России по производству промышленных тракторов, одним из крупнейших тракторных заводов мира второй половины XX века. Строительство завода началось по решению Правительства в 1972 году. В 1974 году вступил в строй первый производственный корпус завода — сдаточный корпус, на производственных площадях которого и началось изготовление узлов и деталей будущего серийного трактора Т-330.

## Здания и сооружения
- № 1 — универмаг «Шупашкар»
- № 2/36 — Дворец культуры тракторостроителей (1985—1995, архитекторы Ф. А. Новиков, Г. Е. Саевич, совместно с В. Биндеманом, А. Игнатовым, Т. Чистовой, инж. Н. Чертовских)
- № 3 — кафе «Шупашкар»
- № 4 — церковь Новомучеников и Исповедников Российских (Памятник истории и культуры)
- № 10 — Чебоксарский филиал МНТК «Микрохирургия глаза»
- № 11а — клуб «Шок О бар»
- № 12 — Городской детский медицинский центр и больница № 3
- № 22/21 — бар «Медведь»
- № 24а — японская сауна «Рамзай»
- № 30а — бар «Светлый»
- № 36 корп. 1 — торговый центр «Диапазон»
- № 46 — Городская больница № 4
- № 60 — кафе-бар «Версия»
- № 73 — библиотека (Центр семейного чтения им. М. Шумилова), супермаркет «Магнит»
- № 99 — Машиностроительный техникум
- № 101 — Чебоксарский завод промышленных тракторов (ОАО «Промтрактор»)
- № 101, корп. 30 и 31 — Чебоксарский филиал МАДИ
- № 109 — Завод силовых агрегатов
- № 121 — магазин «Яхтинг» (яхты, лодки, катера)

## Транспорт
- Автобус № 32/101, 33, 35, 42
- Троллейбус № 1,  10, 6, 8, 9, 14[12]
- Маршрутное такси № 41, 47, 54, 65[13]

## Смежные улицы
- Проспект 9-й Пятилетки
- Эгерский бульвар
- Улица 324-й Стрелковой Дивизии
- Пролетарская улица
- Улица Баумана
- Улица Гастелло
- Улица Ленинского Комсомола
- Марпосадское шоссе

## Галерея

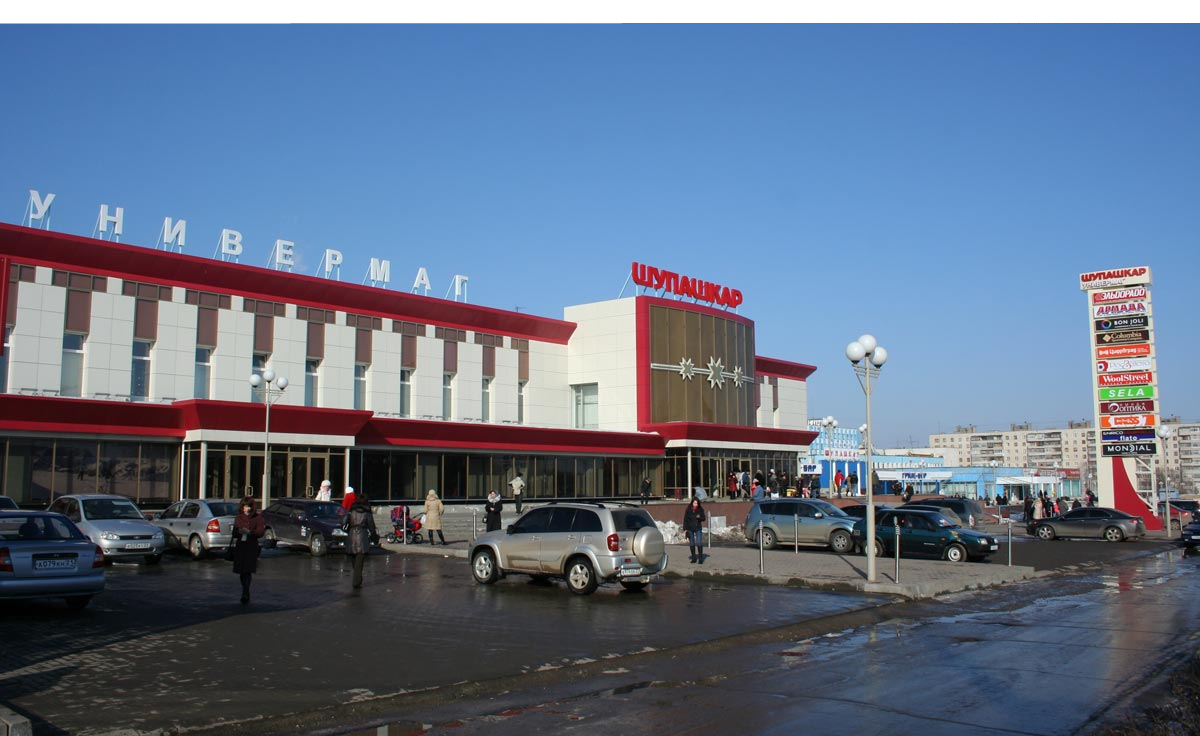
Универмаг «Шупашкар»
Дворец культуры тракторостроителей
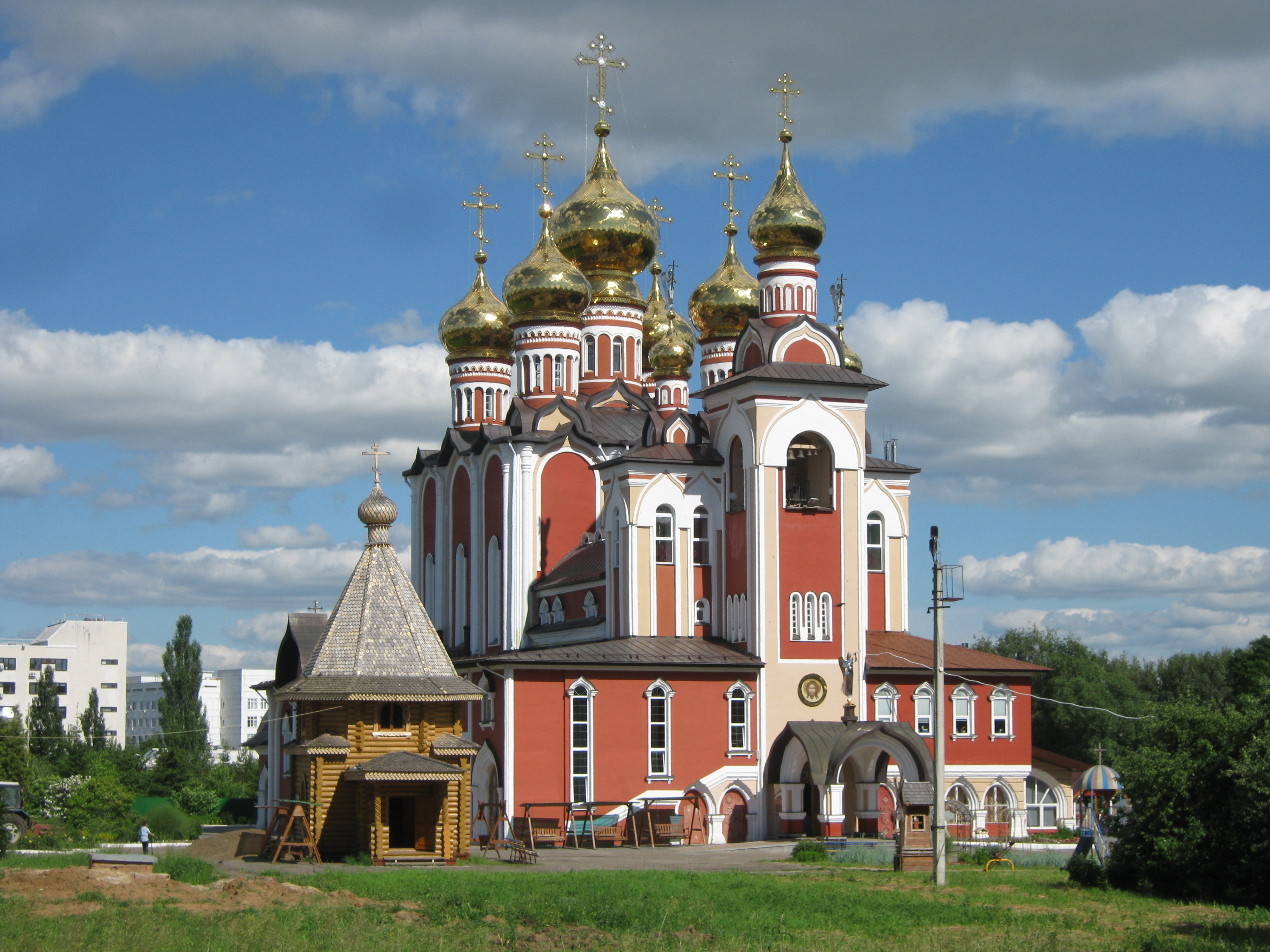
Церковь Новомучеников и Исповедников Российских
Вид на проспект Тракторостроителей и торговый центр «Диапазон»
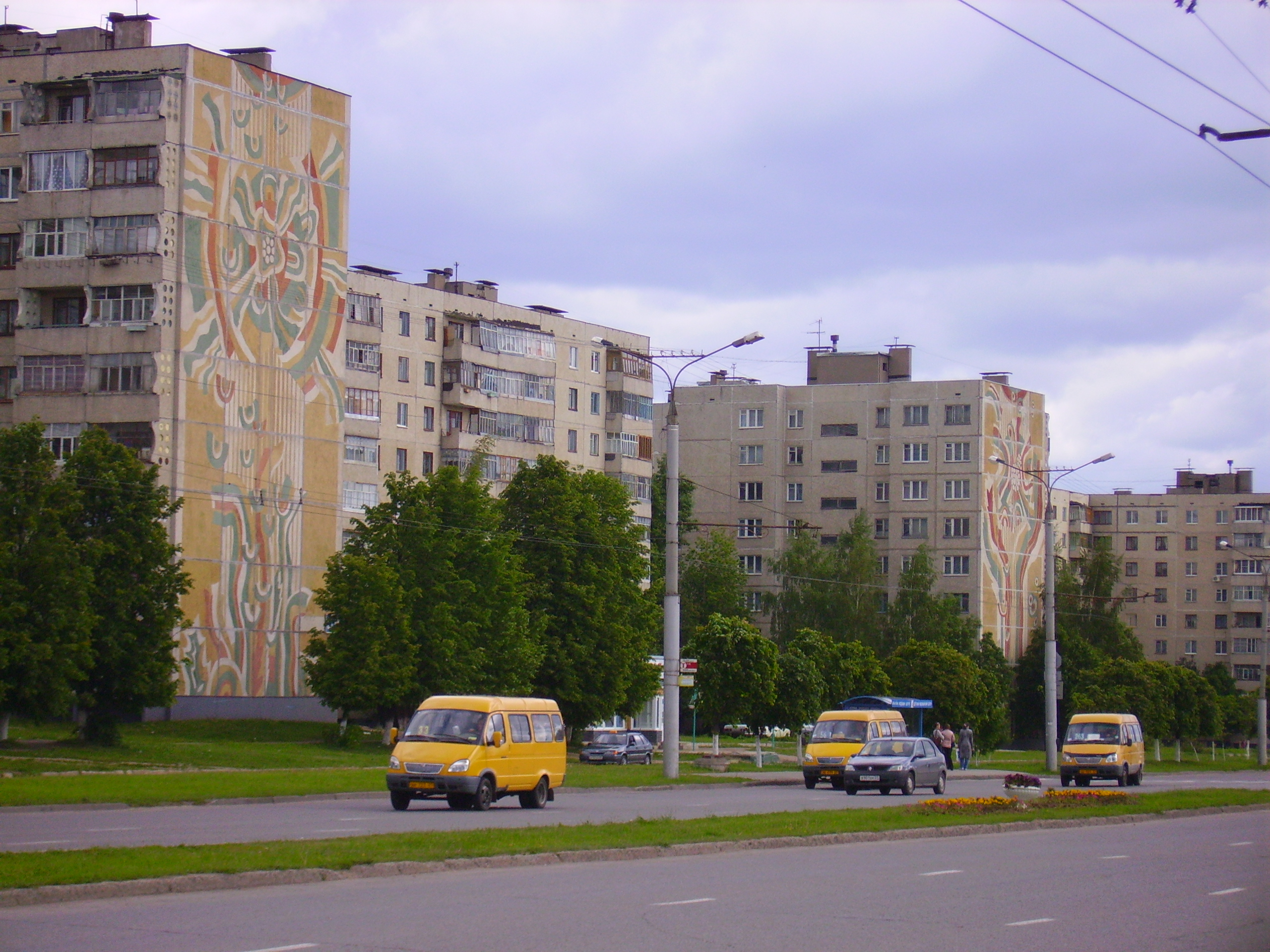
Маршрутки на проспекте Тракторостроителей
Вид на проспект от торгового центра «Диапазон»

## Комментарии
1. ↑  В январе 1984 года улица Тракторостроителей в Чебоксарах переименована в улицу Ленинского Комсомола в связи с тем, что рядом появился проспект Тракторостроителей.